# Матараццо, Майк
Майк Матараццо (англ. Mike Matarazzo; 8 ноября 1965 — 17 августа 2014, Бостон (англ. Boston), Южная Каролина, США — 17 августа 2014) — американский бодибилдер, чемпион США 1991 года, многократный участник конкурса «Мистер Олимпия».

## Соревнование Место
- Мистер Олимпия 2001 21
- Ночь чемпионов 2001 5
- Ночь чемпионов 2000 18
- Торонто/Монреаль Про 2000 6
- Мистер Олимпия 1999 11
- Мистер Олимпия 1998 9
- Ночь чемпионов 1998 3
- Торонто/Монреаль Про 1998 3
- Сан-Франциско Про 1998 7
- Гран При Германия 1997 11
- Гран При Испания 1997 10
- Гран При Венгрия 1997 10
- Мистер Олимпия 1997 13
- Ночь чемпионов 1997 4
- Торонто/Монреаль Про 1997 2
- Гран При Россия 1996 9
- Гран При Швейцария 1996 9
- Гран При Чехия 1996 9
- Мистер Олимпия 1996 13
- Ночь чемпионов 1996 5
- Сауз Бич Про 1995 7
- Флорида Про 1995 7
- Арнольд Классик 1994 9
- Сан-Франциско Про 1994 8
- Сан-Хосе Про 1994 8
- Мистер Олимпия 1993 —
- Ночь чемпионов 1993 8
- Арнольд Классик 1993 6
- Питсбург Про 1993 2
- Арнольд Классик 1992 15
- Айронмен Про 1992 5
- Мистер Олимпия 1991 —
- Чемпионат США 1991 1
- Чемпионат США 1991 1 в категории Тяжелый вес

## В профессиональных рейтингах
- Место Рейтинг Дата рейтинга
- 12 Рейтинг мужчин профессионалов IFBB по бодибилдингу 1998 года 10.06.1998